# Marie-Louise Tenèze
Marie-Louise Tenèze (Longeville-lès-Saint-Avold, 24 agosto 1922 – Parigi, 12 ottobre 2016) è stata un'etnologa francese celebre soprattutto per la sua ricerca sulle fiabe della tradizione orale francese.
Ispirata da Paul Delarue negli anni '50 del '900, nel 2000 ha completato l'opera a cui ha dedicato tutta la sua vita, Le Conte populaire français:catalogue raisonné des versions de France et des pays de langue française d'outre-mer, un catalogo sui tipi di fiabe diffusi in Francia e nei territori d'oltremare. 
Ha collaborato con degli studiosi di Gottinga all'Enzyklopädie des Märchens (Enciclopedia delle Fiabe), pubblicata da De Gruyter. In collaborazione in particolare con Josiane Bru, ha proseguito per tutta la vita ad investigare i racconti di tradizione orale.